# 威爾弗里德·洛里埃
威尔弗里德·洛里埃爵士（法語：Sir Wilfrid Laurier，/ˈlɒrieɪ/ LORR-ee-ay；法語：[wilfʁid loʁje]；1841年11月20日—1919年2月17日），加拿大自由党政治人物，首位法裔加拿大总理。任內曾經歷第二次布爾戰爭。其肖像現在印於加拿大五元鈔票上。

## 早年生活
威尔弗里德·洛里埃于1841年出生在魁省东部小镇圣林的一个农庄，在当地上了多年小学后，被父亲送往附近小镇新格拉斯哥的一个罗马天主教学院学习英语，后来，他前往麦吉尔大学学习法律，1864年获得法学学士学位，毕业后在蒙特利尔当律师。
威尔弗里德·洛里埃初入政坛加入了魁北克激进的“红党”，该党是联邦自由党的支持者。1866年，威尔弗里德·洛里埃到倡导自由主义的报纸《Le Défricheur》担任编辑。1874年，威尔弗里德·洛里埃作为自由党成员，在联邦大选中胜出，同年被选为众议院议员，在Alexander MacKenzie领导自由党执政的短暂时期，威尔弗里德·洛里埃曾出任税务局局长，他的雄辩才能、个人魅力、出众智慧，使他在自由党成员中脱颖而出，1887年，Edward Blake辞去自由党领袖，威尔弗里德·洛里埃成功接任。

## 政治生涯
1896年，威尔弗里德·洛里埃领导自由党，战胜摇摇欲坠的保守党，赢得联邦大选的胜利，威尔弗里德·洛里埃成为加拿大历史上第一位法裔总理。
国家的联合、民族的融合是威尔弗里德·洛里埃上台后的最首要问题，他领导加拿大走入二十世纪，在他执政十五年间，加拿大的政治、经济、工业化、移民吸纳等方面都有了长足的发展；同时，也使加拿大从英国的控制中得到更多自治。
威尔弗里德·洛里埃上台后的第一个行动是解决曾导致前总理麦肯齐·鲍威尔下台的“曼尼托巴天主教学校事件”，他采取折衷方案，允许曼尼托巴省说法语的天主教徒可以在学生人数足够的情况下接受天主教教育，这一方案受到各方认可。
1899年，为了争夺南非的殖民地，南非的英国移民与早先移民的布尔共和国荷兰移民发生矛盾，激起布尔战争。结果是布尔人战败，英国殖民者于1910年成立了南非联邦。布尔战争期间，英国曾要求加拿大派兵支持英国皇家军队。在加拿大国内英裔势力的支持和法裔势力的反对下，总理威尔弗里德·洛里埃最终决定向英国派遣志愿兵，而不是英国最初希望的正规军，但这次派兵仍然受到法裔加拿大人、魁省省长Henri Bourassa的指责。
由于国家繁荣，加拿大吸引了更多移民，特别是西部地区也有大量移民迁入，萨斯喀彻温和阿尔伯塔于1905年建省，成为最后加入加拿大联邦的两个省份。1910年，威尔弗里德·洛里埃引入“海军服务条例”，创建了独立的加拿大海军。
威尔弗里德·洛里埃在位十五年的功大于过，他最大的失误在于铁路规划上的野心。加拿大首任总理约翰·亚历山大·麦克唐纳策划修建了加拿大第一条国家铁路，威尔弗里德·洛里埃希望与前任总理相媲美，开始修建第二条国家铁路，这一计划造成巨大的财政灾难，导致自由党在1911年的联邦大选中失利。
作为反对党领袖，威尔弗里德·洛里埃在一次世界大战中反对征召青年人入伍，1917年的“征兵危机”令自由党内部造成分裂，大多数支持征兵的英裔自由党人，加入了保守党总理罗伯特·莱尔德·博登组成的新党“自由-联合党”，一举在1917年的联邦大选中赢得绝对胜利。

## 晚年生活
威尔弗里德·洛里埃于1919年2月17日在渥太华去世，享年77岁。他的葬礼举行得极为隆重，五万加拿大民众和来自全球各地的上千位政客前往渥太华为这位伟大领袖送葬。

## 后世纪念
为了纪念这位伟人，威尔弗里德·洛里埃的故乡Saint-Lin-Laurentides被列为加拿大历史遗址；威尔弗里德·洛里埃生前在渥太华住宅所在的森麻實街（Somerset Street）被更名为洛里埃街（Laurier Street）。安省一所大学则更名为威尔弗里德·洛里埃大学。加拿大五元纸币上的头像也是威尔弗里德·洛里埃总理的头像。